# 13370 Юліусбреза
13370 Юліусбреза (13370 Juliusbreza) — астероїд головного поясу, відкритий 7 листопада 1998 року.
Тіссеранів параметр щодо Юпітера — 3,641.